# جون ميلز (لاعب كريكت نيوزلندي)
جون ميلز (3 سبتمبر 1905 بدنيدن في نيوزيلندا - 11 ديسمبر 1972 في نيوزيلندا) (بالإنجليزية: John Mills)‏ هو لاعب كريكت نيوزلندي. شارك مع منتخب نيوزيلندا الوطني للكريكت.

## وصلات خارجية
- جون ميلز على موقع إي آس بي آن كريك إنفو (الإنجليزية)